# دوبرتی آرائوس
دوبرتی آرائوس (اسپانیایی: Duberty Aráoz‎؛ زادهٔ ۲۱ دسامبر ۱۹۲۰) بازیکن فوتبال اهل بولیوی بود.
وی همچنین در تیم ملی فوتبال بولیوی بازی کرده‌است.